# Henrik
Henrik oder Henryk ist ein männlicher Vorname.

## Herkunft, Bedeutung und Namenstag
Henrik ist eine skandinavische und niederdeutsche Variante von Heinrich, ursprünglich Heimirich und bedeutet etwa so viel wie „Herrscher des Heimes“. Als Namenstag gilt der 13. Juli. Der Vorname ist in Norddeutschland und insbesondere in Skandinavien weit verbreitet.

## Varianten
- Finnland: Henrik, Henrikki, Heikki
- Island: Hinrik
- Litauen: Henrikas, Gendrikas (Vorname)
- Polen: Henryk

- In Skandinavien gibt es den mit Henrik patronymisch gebildeter Familiennamen:
  - in Dänemark und Norwegen: Henriksen
  - in Schweden: Henriksson

## Namensträger

### Henrik
- Henrik Albrecht (* 1969), deutscher Komponist
- Henrik Andersen (* 1965), dänischer Fußballspieler
- Henrik Asheim (* 1983), norwegischer Politiker
- Henrik Adam Brockenhuus (1720–1803), dänischer Adliger
- Henrik Magnus Buddenbrock (1685–1743), schwedischer Generalleutnant
- Henrik Bull (1864–1953), norwegischer Architekt
- Henrik von Dänemark (1934–2018), französisch-dänischer Adliger, Gemahl von Königin Margrethe II.
- Henrik Danielsen (* 1966), dänisch-isländischer Schachgroßmeister und -lehrer
- Henrik Eberle (* 1970), deutscher Historiker
- Henrik Enderlein (1974–2021), deutscher Politik- und Wirtschaftswissenschaftler
- Henrik Ernst (* 1986), deutscher Fußballspieler
- Henrik Freischlader (* 1982), deutscher Bluesmusiker
- Henrik Galeen (1881–1949), deutscher Drehbuchautor, Regisseur und Darsteller
- Henrik Hecklen (* 1990), dänischer Pokerspieler
- Henrik Herse (1895–1953), deutscher Schriftsteller und Mitglied der Waffen-SS
- Henrik Hertz (1798–1870), dänischer Schriftsteller
- Henrik Ibsen (1828–1906), norwegischer Schriftsteller
- Henrik Jansson (* 1972), schwedischer Snowboarder
- Henrik Karlsson (* 1983), schwedischer Eishockeytorwart
- Henrik Kreutz (* 1938), deutscher Soziologe
- Henrik Dam Kristensen (* 1957), dänischer Politiker
- Henrik Kristoffersen (* 1994), norwegischer Skirennläufer
- Henrik Larsen (* 1966), dänischer Fußballspieler und -trainer
- Henrik Larsson (* 1971), schwedischer Fußballspieler
- Henrik Lundqvist (* 1982), schwedischer Eishockeyspieler
- Henrik Lundström (* 1979), schwedischer Handballer
- Henrik Malberg (1873–1958), dänischer Schauspieler
- Henrik Metz (* 1948), dänischer Pianist, Organist und Cembalospieler
- Henrik Nordbrandt (1945–2023), dänischer Schriftsteller und Dichter
- Henrik Ohlmeyer (* 1946), deutscher Skispringer
- Henrik Oskarsson (1960–2002), schwedischer Freestyle-Skier
- Henrik Pedersen (* 1975), dänischer Fußballspieler
- Henrik Pedersen (* 1978), dänischer Fußballtrainer
- Henrik Pontoppidan (1857–1943), dänischer Schriftsteller
- Henrik Rabien (* 1971), deutscher Fagottist und Hochschullehrer
- Henrik Reuterdahl (1795–1870), schwedischer Kirchenhistoriker und Erzbischof
- Henrik Rödl (* 1969), deutscher Basketballspieler und Trainer
- Henrik Schaefer (* 1968), deutscher Dirigent
- Henrik Sedin (* 1980), schwedischer Eishockeyspieler
- Henrik Shipstead (1881–1960), US-amerikanischer Politiker
- Henrik Sjögren (1899–1986), schwedischer Augenarzt
- Henrik Stangerup (1937–1998), dänischer Schriftsteller
- Henrik Steffens (1773–1845), deutscher Philosoph und Naturforscher
- Henrik Stehlik (* 1980), deutscher Trampolinturner
- Henrik Stenberg (* 1990), schwedischer Unihockeyspieler
- Henrik Stenson (* 1976), schwedischer Profigolfer
- Henrik Sundström (* 1964), schwedischer Tennisspieler
- Henrik Svensmark (* 1958), dänischer Physiker und Klimaforscher
- Henrik Tallinder (* 1979), schwedischer Eishockeyspieler
- Henrik Ruud Tovås (* 1987), norwegischer Handballspieler
- Henrik Ullrich (* 1964), deutscher Radiologe
- Henrik Visnapuu (1890–1951), estnischer Dichter und Literaturkritiker
- Henrik Walter (* 1962), deutscher Psychiater, Neurologe und Philosoph
- Henrik Wergeland (1808–1845), norwegischer Dichter
- Henrik Wiese (* 1971), deutscher Flötist
- Henrik Zetterberg (* 1980), schwedischer Eishockeyspieler

### Henryk
- Henryk Bałuszyński (1972–2012), polnischer Fußballspieler und -trainer
- Henryk Bereska (1926–2005), deutscher Schriftsteller und Übersetzer polnischer Literatur
- Henryk Berg (1927–1995), deutscher Grafiker, Fotomontagekünstler, Karikaturist und Pressezeichner
- Henryk Bista (1934–1997), polnischer Schauspieler
- Henryk M. Broder (* 1946), deutscher Publizist und Buchautor
- Henryk Budziński (1904–1983), polnischer Ruderer
- Henryk Buk (* 1953), deutsch-polnischer Eishockeytorwart
- Henryk Czyż (1923–2003), polnischer Komponist, Dirigent und Musikpädagoge
- Henryk Dywan (1933–2022), deutscher Bildhauer
- Henryk Gericke (* 1964), deutscher Schriftsteller, Herausgeber und Galerist
- Henryk Gołębiewski (* 1942), polnischer Politiker
- Henryk Gołębiewski (* 1956), polnischer Schauspieler
- Henryk Mikołaj Górecki (1933–2010), polnischer Komponist
- Henryk Grossmann (1881–1950), deutsch-polnischer Ökonom, Statistiker und Historiker
- Henryk Grynberg (* 1936), polnischer Prosaschriftsteller, Lyriker, Dramatiker und Essayist
- Henryk Jabłoński (1909–2003), polnischer kommunistischer Politiker und Historiker
- Henryk Jankowski (1936–2010), polnischer katholischer Priester, Prälat und Päpstlicher Ehrenkaplan
- Henryk Jordan (1842–1907), polnischer Mediziner und Hochschullehrer
- Henryk Kasperczak (* 1946), polnischer Fußballtrainer und ehemaliger -spieler
- Henryk Kossowski der Ältere (1815–1878), polnischer Bildhauer und Hochschullehrer
- Henryk Kossowski der Jüngere (1855–1921), polnischer Bildhauer
- Henryk Kroll (* 1949), polnischer Politiker deutscher Abstammung
- Henryk Łasak (1932–1973), polnischer Radrennfahrer und Nationaltrainer im Radsport
- Henryk Mandelbaum (1922–2008), polnischer Holocaust-Überlebender
- Henryk Muszyński (* 1933), emeritierter Erzbischof und Metropolit von Gnesen, emeritierter Primas von Polen
- Henryk Reyman (1897–1963), polnischer Fußballspieler und -trainer
- Henryk Rodakowski (1823–1894), polnisch-österreichischer Maler
- Henryk Ross (1910–1991), polnisch-israelischer Fotograf, Überlebender des Holocaust
- Henryk Sienkiewicz (1846–1916), polnischer Schriftsteller und Literaturnobelpreisträger
- Henryk Szeryng (1918–1988), polnisch-mexikanischer Geiger, Violinpädagoge, Herausgeber, Komponist und Diplomat
- Henryk Szymanowski (* 1952), polnischer Fußballspieler
- Henryk Tomaszewski (1914–2005), polnischer Plakatmaler
- Henryk Tomaszewski (1919–2001), polnischer Schauspieler
- Henryk Waniek (* 1942), polnischer Maler, Bühnenbildner, Schriftsteller, Kunstkritiker und Essayist
- Henryk Wieczorek (* 1949), polnischer Fußballspieler
- Henryk Wojnarowski (* 1932), polnischer Dirigent, Chorleiter und Musikpädagoge
- Henryk Woźniak (1946–1994), polnischer Radrennfahrer
- Henryk Woźniakowski (* 1946), polnischer Mathematiker und Hochschullehrer

## Sonstiges
- Henrik-Steffens-Preis